# Aieta
Aieta est une commune de la province de Cosenza, dans la région de Calabre, en Italie.

## Géographie
Aieta est situé tout au nord de la Calabre, en surplomb de la vallée qui s'étend entre les monts Calimaro, Curatolo, Rosello, Gada, La Destra, Ciagola, Le Fabbriche et Schiena, à une dizaine de kilomètres vers l'intérieur des terres de la zone côtière de Praia a Mare.

## Histoire
La vallée fertile qui entoure Aieta est exploitée depuis des temps très reculés, par les Œnotriens puis les Lucaniens qui ont érigé la première tour de garde sur le mont Calimaro pour défendre le territoire contre les incursions grecques au IVe siècle av. J.-C. Elle a ensuite été occupée par les Romains puis les Byzantins. Ce sont eux qui ont renforcé les fortifications du mont Calimaro pour se défendre des Goths et des Lombards et qui ont donné son nom actuel à la commune, Aieta, du grec aetòs (aigle). Après la conquête normande, la forteresse a été abandonnée et le village s'est étoffé. Son territoire s'étendait alors jusqu'à la côte, mais la création de la commune de Praia a Mare en 1928 lui a fait perdre son accès à la mer.

## Administration
| Période                                  | Période     | Identité          | Étiquette       | Qualité |
| ---------------------------------------- | ----------- | ----------------- | --------------- | ------- |
| 28 mai 2006                              | 16 mai 2011 | Gennaro Marsiglia | Centro-Sinistra |         |
| 16 mai 2011                              | En cours    | Giovanni Ceglie   | Lista Civica    |         |
| Les données manquantes sont à compléter. |             |                   |                 |         |

### Hameaux
Villaggio Primo Maggio 

### Communes limitrophes
Laino Borgo, Laino Castello, Papasidero, Praia a Mare, Tortora

## Population et société

### Démographie
Évolution démographique